# La monstrua desnuda
La monstrua desnuda è un dipinto ad olio su tela (165x108 cm) realizzato nel 1680 da Juan Carreño de Miranda.
È conservato nel Museo del Prado a Madrid.
Il dipinto, in stile barocco, rappresenta la ragazza Eugenia Martinez Vallejo, chiamata "la Monstrua" per la sua conformazione fisica, nuda che allegoricamente rappresenta Bacco. Esiste un altro quadro che ritrae Eugenia Martinez Vallejo vestita con un abito rosso, chiamato La monstrua vestida.